# Marathon van Frankfurt 1982
De marathon van Frankfurt 1982 werd gelopen op zondag 23 mei 1982. Het was de tweede editie van deze marathon.
De Portugees Delfim Moreira ging bij de mannen zegevierend over de streep in 2:12.54. Hij verbeterde hiermee het parcoursrecord.
Bij de vrouwen won de Duitse Heidi Hutterer de wedstrijd.
In totaal schreven 5670 lopers zich in voor de wedstrijd, waarvan er 4677 finishten.

## Uitslagen

### Mannen
| rang   | naam                 | land | tijd    |
| ------ | -------------------- | ---- | ------- |
| Goud   | Delfim Moreira       | POR  | 2:12.54 |
| Zilver | Eloy Schleder        | BRA  | 2:13.08 |
| Brons  | Stephan Pichler      | GER  | 2:16.21 |
| 4      | Jürgen Dächert       | GER  | 2:16.53 |
| 5      | Eberhard Weyel       | GER  | 2:16.59 |
| 6      | Josef Peter          | SUI  | 2:17.01 |
| 7      | Johan Skovbjerg      | DEN  | 2:17.19 |
| 8      | Mehmet Terzi         | TUR  | 2:17.31 |
| 9      | Peter Spahn          | GER  | 2:17.33 |
| 10     | Kjell-Åge Gottvassli | NOR  | 2:17.37 |

### Vrouwen
| rang   | naam               | land | tijd    |
| ------ | ------------------ | ---- | ------- |
| Goud   | Heidi Hutterer     | GER  | 2:36.38 |
| Zilver | Christine Seemann  | FRA  | 2:37.08 |
| Brons  | Gabi Wolf          | GER  | 2:41.29 |
| 4      | Heide Brenner      | GER  | 2:42.22 |
| 5      | Doris Schlosser    | GER  | 2:42.26 |
| 6      | Liane Winter       | GER  | 2:43.35 |
| 7      | Sabine Menn        | GER  | 2:47.02 |
| 8      | Christel Osterling | GER  | 2:48.19 |
| 9      | Monika Kuno        | GER  | 2:48.24 |
| 10     | Elisabeth Schuh    | VEN  | 2:49.49 |

1981 ·
1982 ·
1983 ·
1984 ·
1985 ·
1986 ·
1987 ·
1988 ·
1989 ·
1990 ·
1991 ·
1992 ·
1993 ·
1994 ·
1995 ·
1996 ·
1997 ·
1998 ·
1999 ·
2000 ·
2001 ·
2002 ·
2003 ·
2004 ·
2005 ·
2006 ·
2007 ·
2008 ·
2009 ·
2010 ·
2011 · 
2012 · 
2013 · 
2014 · 
2015 · 
2016 · 
2017